# Ярилов, Арсений Арсеньевич
Арсений Арсеньевич Ярилов (1868—1948) — российский и советский почвовед, организатор и историк науки, профессор.
Председатель Советской секции Международной ассоциации почвоведов (с 1931), председатель Бюро съездов по изучению производительных сил Госплана (1923—1931). Преподавал в Московском университете (1914—1916, 1923—1931), Воронежском сельскохозяйственном институте (1916—1919), Кубанском политехническом институте (1919—1921).

## Биография
Родился 25 сентября 1868 года в селе Медведевском Новосёловской волости Минусинский округ (Енисейская губерния). Был младшим сыном в крестьянской семье.
- Отец Арсений Алексеевич — переселился в Сибирь, стал купцом и владельцем винокуренного завода в Минусинске.
- Мать Матрёна Никифоровна — крестьянка с низовьев Енисея.

Получил среднее образование в мужской гимназии Красноярска.
В 1885 году поступил в Императорский Казанский университет, из которого был исключен в 1887 г. за участие в студенческих волнениях. Перешёл и окончил сельскохозяйственный факультет Дерптского университета.
В 1893 году защитил магистерскую диссертацию на тему "Против подмены почвы «порошком».
В 1894—1896 годах учился на философском факультете в Лейпцигском университете. В 1896 году защитил там докторскую диссертацию на тему «Против „колониального“ метода изучения Сибири».
С 1896 года преподавал естествознание в фельдшерской школе Общества врачей в Красноярске. Был секретарем сельскохозяйственного общества. В качестве члена Губернского статистического комитета участвовал в обследовании хозяйственной жизни и быта туземцев Минусинска и Ачинска (1896—1898).
В 1901—1903 годах изучал экономические науки в Мюнхенском университете.

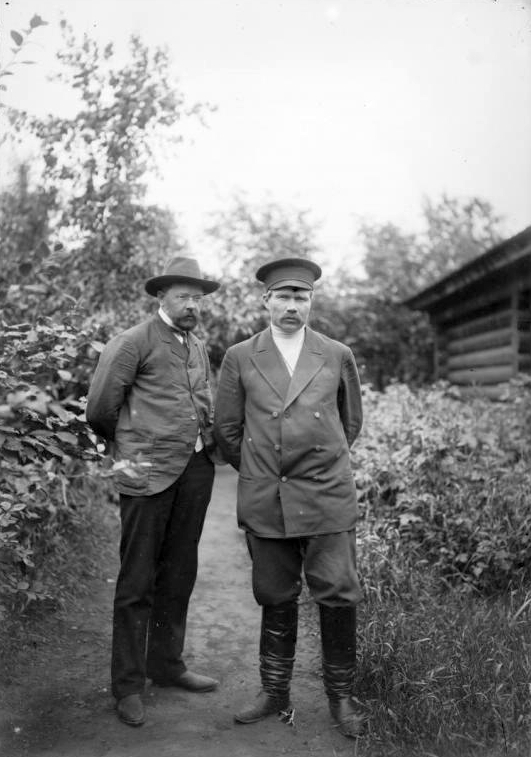
Профессор А.А. Ярилов и депутат Государственной Думы С.А. Ермолаев, Минусинск, 1906 год

В 1904—1906 годах заведовал Минусинский региональный краеведческий музей им. Н. М. Мартьянова в Минусинске — один из старейших краеведческих музеев в Сибири, старейший музей Енисейской губернии (основан в 1877 году Н. М. Мартьянов).
В 1904—1905 годах принимал участие в революционном движении и вынужден был эмигрировать за границу в 1907 году. До 1913 года жил в Финляндии и Германии.
В 1914—1916 годах преподавал на Высших Голицынских сельскохозяйственных курсах в Москве и был приват-доцентом Московского университета.
В 1916—1919 годах — профессор Воронежского сельскохозяйственного института, Секретарь Совета, а затем — заместитель ректора по учебно-научной части. Одновременно в 1918 года он организовывает специальные курсы в Омском сельскохозяйственном институте.
В 1919—1921 годах участвовал в организации Кубанского политехнического института в Краснодаре и был профессором этого института.
С 1921 года участвовал в работе:
- Комиссии транссибирского воздухоплавания при СНК СССР[1]
- Комитета по заповедникам при Президиуме ВЦИК
- Ученого комитет ЦИК СССР
- Народного комиссариата земледелия
- Народного комиссариата путей сообщения
- Народного комиссариата просвещения
- Государственного учёного совета
- Главпрофобр Наркомпроса
- Главнаука
- Высшего Совета Народного Хозяйства
- Московского общества сельского хозяйства
- Агрослужбы Северных железных дорог
- Центрального бюро секции научных работников
- и др.

Со времени основания журнала «Почвоведение» (в 1899) активно публиковал в нём статьи. С 1911 года стал соредактором журнала, с 1924 года — редактором.
Редактировал научно-информационный и общественно-профессиональные органы «Русский почвовед» (1914—1917) и «Бюллетень почвоведа» (1924—1930).
В 1923—1931 годах был действительным членом Почвенного института Народного Комиссариата земледелия и Почвенного института Московского государственного университета. Одновременно председатель Бюро по изучению производительных сил при Госплане СССР.
В 1925 году написал письмо Л. Д. Троцкому о создании Академии Промышленных Наук СССР.
В 1923—1941 годах читал курс истории почвоведения в Московском государственном университете на кафедре почвоведения.
Был одним из инициаторов и организаторов создания:
- ВАРНИТСО (Всесоюзной ассоциации работников науки и техники для содействия социалистическому строительству СССР).
- Общества марксистов-почвоведов
- Общества марксистов-краеведов Коммунистической академии ЦИК СССР.

В 1929—1930 годах — председатель Всесоюзного Оргкомитета по созыву 2 Международного конгресса почвоведов в Москве — Ленинграде.
С 1930 года — вице-президент Международной ассоциации почвоведов.
С 1931 года — председатель Советской секции Международной ассоциации почвоведов, организованной при Ученом комитете ЦИК СССР по предложению В. В. Куйбышева.
Под руководством А. А. Ярилова было организовано 6 всесоюзных съездов почвоведов, 8 всесоюзных конференций и совещаний и Международный почвенный конгресс в СССР.
Скончался в Москве 13 марта 1948 года, похоронен в Москве на Новодевичьем кладбище (1 участок, 46 ряд).

## Научные труды
Научные работы А. А. Ярилова касаются вопросов истории и методологии почвоведения, вопросов краеведения и сельскохозяйственной географии.
- Ярилов А. А. Педология, как самостоятельная естественно-научная дисциплина о земле: Опыт историко-методологического исследования. Ч. 1., Ч. 2. Юрьев: тип. К. Маттисена, 1904—1905.